# 安曇野市立穂高西小学校
安曇野市立穂高西小学校（あづみのしりつほたかにししょうがっこう）は、長野県安曇野市穂高柏原にある公立小学校。

## 沿革
- 1987年（昭和62年）4月1日 - 穂高南小学校から分離開校[1]。
- 2005年（平成17年）10月1日 - 南安曇郡豊科町・穂高町・三郷村・堀金村と東筑摩郡明科町が合併して安曇野市となったことに伴い、安曇野市立穂高西小学校に改称。

## 校歌
- 川田殖 作詞
- 飯沼信義 作曲

## 学区
- 安曇野市穂高牧、穂高柏原[2]

## 卒業後の進路
卒業生は公立中学校に進学する場合、基本的に穂高東中学校か穂高西中学校へ進学する。

## 交通
- JR大糸線柏矢町駅から 約1.8km